# 金溪湖
金溪湖是一个位于中国江西省进贤、南昌县的湖泊，面积约为65平方千米，平均水深约为1.3—1.7米。